# Невин, Этельберт
Этельберт Вудбридж Невин (25 ноября 1862 г.  –  17 февраля 1901 г.) — американский пианист и композитор.

## Ранний период жизни
Невин родился 25 ноября 1862 года в Вайнакре, на берегу реки Огайо, в Эджуорте, штат Пенсильвания . Там он провел первые шестнадцать лет своей жизни и получил образование в основном от своего отца, Роберта Пиблса Невина, редактора и владельца питтсбургской газеты, а также сотрудника многих журналов (Роберт Невин также написал несколько предвыборных песен, в том числе популярную песню «Наш кандидат», использовавшуюся в день выдвижения кандидатуры Джеймса Полка). Мать Невина, Элизабет Дункан Олифант, была пианисткой и владелицей первого рояль, перевезенного через горы Аллегейни. Другие члены семьи Невин также проявили музыкальные склонности; младший брат Невина, Артур, также добился известности как композитор, как и его кузены Джордж и Гордон Балч Невин.

### Музыкальное образование
С юных лет Невин был склонен к музыке. Он начал играть на пианино к четырём годам, хотя ему нужны были подушки для педалей, чтобы он мог их достать. Отец Невина обеспечил своему сыну вокальное и инструментальное обучение. Он также отправил его за границу для изучения музыки в Дрездене под руководством фон Бёме. В 1878 году он учился в Западном университете, ныне известном как Университет Питтсбурга, но бросил его в 1879 году в конце своего первого курса. Позже он изучал фортепиано в течение двух лет в Бостоне у Бенджамина Джонсона Ланга и композицию у Стивена А. Эмери.

## Музыкальная карьера
После двух лет обучения в Бостоне, в 1882 году Невин вернулся в Питтсбург, где он давал уроки и накопил достаточно денег, чтобы отправиться в Берлин. Там он провел 1884, 1885 и 1886 годы под руководством Карла Клиндворта, о котором вспоминал: «Господину Клиндворту я обязан всем, что случилось со мной в моей музыкальной жизни. Он был преданным учителем, и его терпение было неисчерпаемым. Он стремился не только развить студента с музыкальной точки зрения, но и расширить горизонты его души. Для этого он пытался научить человека ценить и чувствовать влияние таких великих умов литературы, как Гёте, Шиллер и Шекспир. Он настаивал на том, что человек не становится музыкантом путём многочасовой ежедневной практики за роялем, но впитывая в себя влияние всех искусств и всех интересных аспектов жизни — таких, как архитектура, живопись и даже политика».
В 1885 году Ханс фон Бюлов включил лучших четырёх учеников своего друга Клиндворта в собственный класс искусств. Невин был одним из четырёх лучших и выступил на единственной серии публичных концертов в том году, посвященном исключительно произведениям Йоханнеса Брамса, Франца Листа и Йоахима Раффа . Среди сорока или пятидесяти постоянных слушателей на этих концертах часто присутствовали Козима Вагнер, скрипач Йозеф Иоахим и многие другие знаменитости.
Невин вернулся в Америку в 1887 году и поселился в Бостоне, где он преподавал и играл на разных концертах.
В 1892 году он отправился в Париж, где преподавал пение и тренировал многих американских и французских артистов для оперной сцены. В 1893 году он переехал в Берлин, где так усердно работал над композицией, что его здоровье ухудшилось, и ему пришлось провести год в тёплом Алжире. Первые месяцы 1895 года он провел в концертных турах по этой стране. Как сказал Клиндворта его, «он имеет стиль, вызывающий слёзы», и его особенно сильной стороной является интерпретация.
В поисках уединения и подходящей атмосферы для композиции он отправился жить во Флоренцию, где он написал свою сюиту «Май в Тоскане» (соч. 21). После года в Венеции Невин провёл год в Париже, а затем вернулся в Америку, где он оставался до самой смерти.
Его наиболее запомнившиеся композиции — это фортепианная пьеса « Нарцисс» из « Водных сцен», а также песни «Розарий» и «Могучая, как роза» (слова Фрэнка Лебби Стэнтона).

## Личная жизнь, смерть и память

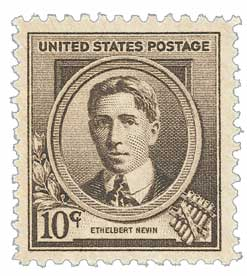
Марка с портретом Невина 1940 года

Невин был женат на Анне Пол Невин, с которой у него было двое детей.
Несмотря на то, что он был выдающимся композитором, Невин к концу жизни не вылезал из долгов. Такая ситуация привела к постоянной депрессии, сопровождающейся пьянством. Время от времени он переутомлялся, постоянно ухудшая свое здоровье. В ночь на 15 февраля 1901 года, находясь в Нью-Хейвене, штат Коннектикут, Невин посетил сольный концерт Гарольда Бауэра. Однако после возвращения домой его здоровье ухудшилось. В его руках проявились симптомы онемения, которые ухудшили его способность играть на пианино. Он умер утром 17 февраля 1901 г. в Нью-Хейвене, штат Коннектикут .
В память Невина была выпущена американская почтовая марка номиналом 10 центов 1940 года в серии "Известные американцы".